# MeteoLux
MeteoLux, ou Météo Luxembourg, est l'agence de météorologie nationale du Luxembourg.
MeteoLux est un service de l’Administration de la navigation aérienne (ANA) du Grand-Duché du Luxembourg.

## Histoire et mission
Le service météorologique du Luxembourg a été fondé en 1947. Ses bureaux sont depuis ce temps à l'aéroport de Luxembourg-Findel.
Depuis la loi du 21 décembre 2007, MeteoLux a pour mission « de fournir une assistance météorologique à la navigation aérienne, de gérer et d’assurer la diffusion des données climatologiques et de fournir les services incombant à la météorologie nationale »,.
Le règlement du 29 janvier 2019 ajoute aux missions précédentes la mission : « MeteoLux est responsable de la publication des messages d’alertes pour le grand-public ».

## Organisation
MeteoLux met à disposition les services de quatre divisions :
- Division prévisions ;
- Division observations ;
- Division climat ;
- Division technique.

## Coordination internationale
MeteoLux représente le Luxembourg auprès d'EUMETSAT et ECMWF / CEPMMT.
L'agence fait partie de l'Organisation météorologique mondiale (OMM / WMO) depuis le 27 novembre 1952.
Elle est membre d'EUMETNET depuis sa création en 1995,.